# Zbigniew Kruszelnicki (architekt)
Zbigniew Karol Kruszelnicki (ur. 12 lutego 1916 w Lisku, zm. 26 maja 1972 w Krakowie) – polski inżynier architekt.

## Życiorys
Zbigniew Karol Kruszelnicki urodził się 12 lutego 1916 w Lisku. Był wnukiem Karola Gerardisa (budowniczy w Sanoku), synem Stefanii i Zygmunta Kruszelnickich (sędzia, w 1916 pracując w sądzie w Lisku, potem adwokat). W 1934 ukończył Państwowe Gimnazjum im. Królowej Zofii w Sanoku i zdał egzamin dojrzałości. Uchwałą Rady Miejskiej w Sanoku z 1934 został uznany przynależnym do gminy Sanok.
Podczas II wojny światowej będąc studentem architektury został aresztowany przez Niemców, po czym od 3 do 11 maja 1940 osadzony w więzieniu w Sanoku, następnie przewieziony do Tarnowa, skąd – wraz z grupą ponad 728 Polaków – 14 czerwca 1940 został przewieziony do obozu KL Auschwitz – był to pierwszy masowy transport do Auschwitz. Otrzymał tam numer obozowy 388 (w 1940 jego ojciec poniósł śmierć w obozie w Buchenwaldzie). Został zwolniony z obozu 12 maja 1942.
W 1949 ukończył studia na Wydziale Architektury Politechniki Krakowskiej z tytułem magistra i inżyniera architekta. Od tego roku był zatrudniony na stanowisku starszego asystenta w Katedrze Planowania Wstępnego Politechniki Krakowskiej. Później był jednym z założycieli i projektantem Krakowskiego Biura Projektowo-Badawczego Budownictwa Przemysłowego w Krakowie od 1951 do 1972 oraz głównym specjalistą w Stacji Naukowo-Badawczej IOMB w Krakowie. Wśród jego projektów były m.in. zakłady Przetwórcze w Filipowicach (za co otrzymał Nagrodę Komitetu Urbanistyki i Architektury II stopnia w 1956), fabryka Maszyn i Sprzętu Wiertniczego w Gorlicach, Zakłady Masy Anodowej Huty Aluminium w Skawinie, budynek Biura Konstrukcyjno-Technologicznego w Nysie, Wytwórnia Sprzętu Komunikacyjnego w Gorzycach, Zakład Budowy i Naprawy Maszyn i Urządzeń Drogowych „Madro” w Krakowie. Należał do oddziału krakowskiego Stowarzyszenia Architektów Polskich, był członkiem GSK SARP od 1957 do 1959.
Zmarł 26 maja 1972 w Krakowie. Został pochowany na cmentarzu wojskowym przy ul. Prandoty w Krakowie 31 maja 1972. Był żonaty, miał córkę i syna Pawła.

## Odznaczenia
- Krzyż Kawalerski Orderu Odrodzenia Polski (1969)[5][9]
- Srebrny Krzyż Zasługi[5][9]
- Odznaka 1000-lecia Państwa Polskiego[5][9]
- Brązowa Odznaka SARP (1960)[5]